# 515
515 (DXV) fue un año común comenzado en jueves del calendario juliano, en vigor en aquella fecha.
En el Imperio romano, el año fue nombrado el del consulado de Florencio y Antemio, o menos comúnmente, como el 1268 Ab urbe condita, adquiriendo su denominación como 515 al establecerse el anno Domini por el 525.

## Acontecimientos
- Vitaliano se alza de nuevo contra el Imperio bizantino.
- El emperador bizantino Anastasio I (emperador) encomienda su armada al general Marino, quien vence a los rebeldes usando una sustancia sulfurosa, precedente del fuego griego.

## Fallecimientos
- Xuan Wu Di de Wei del Norte, gobernante de la Dinastía Wei del Norte.
- Eufemio, Patriarca de Constantinopla depuesto.